# Pedro Corbalán Martínez
Pedro Corbalán Martínez (Montmeló, Barcelona, España, 15 de noviembre de 1966) es un exjugador de fútbol español, conocido sobre todo por su paso por el Albacete Balompié, donde jugaba en la posición de delantero centro.

## Trayectoria
Jugó en la UD Alzira (85-86), FC Barcelona B (86-88), Levante UD (88-89), Albacete Balompié, donde jugó un total de 97 partidos marcando 44 goles (89-93), SD Compostela y Real Murcia (93-94), CD Toledo (94-95), Getafe CF, Elche CF y UD Melilla (95-96), Écija Balompié y Benidorm CD (96-97), CD Mar Menor (97-98) y Alicante CF (98-99)
Cabe destacar que es un jugador muy recordado por la hinchada del Albacete Balompié, pues fue el autor del primer gol en la historia de este club en Primera División de España, lo hizo el 8 de septiembre de 1991 en el minuto 66 del encuentro frente al Valencia CF, que acabó ganando el club manchego por 1-0.
- Datos: Q2882743